# Киевское (Новониколаевский район)
Киевское (укр. Київське) — село,
Трудовый сельский совет,
Новониколаевский район,
Запорожская область,
Украина.
Код КОАТУУ — 2323687203. Население по переписи 2001 года составляло 174 человека.

## Географическое положение
Село Киевское находится в балке Нечаевская по которой протекает пересыхающий ручей выше по течению примыкает посёлок Трудовое.
По селу протекает пересыхающий ручей с запрудой.
Через село проходит автомобильная дорога Н-15.

## История
- 1921 год — дата основания.

## Экономика
- Конезавод.
- Ипподром.